# Tom Scott (osobowość internetowa)
Tom Scott (ur. 1984 w Mansfield) – brytyjska osobowość internetowa, youtuber i edukator. Był prezenterem programu Gadget Geeks na kanale Sky One. Pochodzi z Mansfield w hrabstwie Nottinghamshire. Ukończył studia językoznawcze na University of York. Mieszka w Londynie. Jego kanał w serwisie YouTube zebrał ponad 1.5 mld wyświetleń oraz 6,45 miliona subskrypcji (październik 2024).